# Strzegom Miasto
Strzegom Miasto – nieczynny przystanek osobowy w Strzegomiu, w województwie dolnośląskim.
Został otwarty w 1890 roku wraz z pierwszym odcinkiem linii kolejowej nr 302 Strzegom – Bolków. Stacja znajduje się przy alei Wojska Polskiego, na krańcu pochodzącej z 1911 estakady kolejowej otaczającej miasto od południa, wzdłuż murów obronnych. Od stacji odchodziła również linia kolejowa, będąca łącznicą prowadzącą do posterunku odgałęźnego Strzegom Międzyrzecze.